# Manuel Solórzano
Manuel Solórzano (1905, Suchitoto – 12. března 1977, Aguilares) byl salvadorský římský katolík, zavražděný během salvadorské občanské války. Katolická církev jej uctívá jako blahoslaveného mučedníka.

## Život

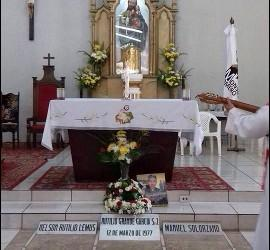
Hrobka bl. Manuela Solórzano a jeho společníků před oltářem kostela v El Paisnal

Narodil se roku 1905 v Suchitotu. V dospělosti se z pracovních důvodů přestěhoval do Aguilares. Za ženu si vzal Eleuterií Antonií Guillén, se kterou měl deset dětí. Vydělával si prodejem osiva a hospodářského dobytka. Aktivně se podílel na chodu své farnosti. Po zahájení salvadorské občanské války odsuzoval násilí, spáchané na nevinných obětech.
Dne 12. března 1977 se spolu s knězem bl. Rutiliem Grande, bl. Nelsonem Rutilio Lemus a třemi dětmi vracel z bohoslužby. V Aguilares potkali skupinu ozbrojených mužů, kteří po nich začali střílet. Všichni byli až na děti, které se podařilo zachránit zabiti na místě.

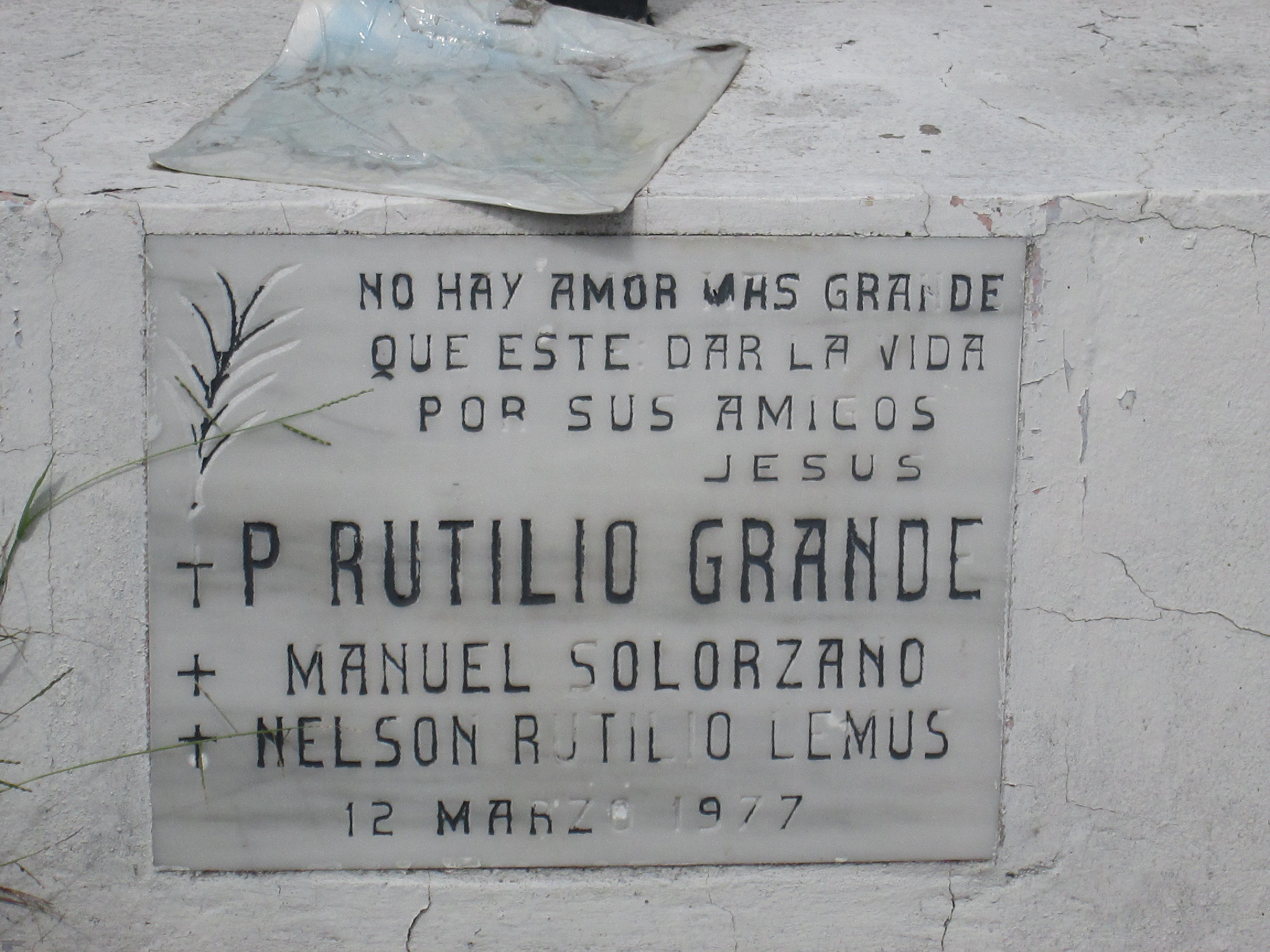
Pamětní deska na místě jeho vraždy

## Úcta
Jeho beatifikační proces byl zahájen dne 8. ledna 2016, čímž obdržel titul služebník Boží. Dne 21. února 2020 podepsal papež František dekret o jeho mučednictví, čímž odstranil poslední bariéru pro jeho blahořečení.
Samotný akt blahořečení (při kterém byli blahořečeni také dva jeho společníci a kněz Cosma Spessotto) se konal na náměstí Spasitele světa v San Salvadoru dne 22. ledna 2022. Předsedal mu jménem papeže Františka kardinál Gregorio Rosa Chávez.
Jeho památka je připomínána 12. března.